# 新龙乡 (会东县)
新龙乡，是中华人民共和国四川省凉山彝族自治州会东县曾经下辖的一个乡。

## 行政区划
新龙乡撤销前下辖以下地区：
新桥村、松林村、龙湾村和天坪村。